# Роигхајм
Роигхајм (њем. Roigheim) општина је у њемачкој савезној држави Баден-Виртемберг. Једно је од 46 општинских средишта округа Хајлброн. Према процјени из 2010. у општини је живјело 1.456 становника. Посједује регионалну шифру (AGS) 8125084.

## Географски и демографски подаци
Роигхајм се налази у савезној држави Баден-Виртемберг у округу Хајлброн. Општина се налази на надморској висини од 220 метара. Површина општине износи 14,0 km². У самом мјесту је, према процјени из 2010. године, живјело 1.456 становника. Просјечна густина становништва износи 104 становника/km².